# Merla olivàcia
La merla olivàcia (Turdus olivaceus) és un ocell de la família dels túrdids (Turdidae).

## Hàbitat i distribució
Habita boscos i vegetació de ribera del sud de Malawi, oest i sud-oest de Moçambic, est de Zimbabwe, sud de Namíbia i Sud-àfrica.